# Elias Katz
Elias Katz (Turku, 22 de junho de 1901 – Gaza, 26 de dezembro de 1947) foi um atleta finlandês, especialista nos 3000 metros com obstáculos. Participou dos Jogos Olímpicos de Verão de 1924 onde conquistou uma medalha de ouro nos 3000 metros por equipes e uma prata nos 3000 m com obstáculos.
Após os Jogos de 1924 passou a viver na Alemanha onde era atleta de clube judeu, mas precisou abandonar o país em 1933 com a ascensão no nazismo. Katz imigrou para a Palestina, onde foi treinador e gerente de esportes para a organização Maccabi, sendo escolhido para treinar o time de atletismo nos Jogos Olímpicos de 1948.
Em dezembro de 1947 durante a Guerra civil no Mandato da Palestina, enquanto trabalhava como operador de câmera em um acampamento do exército britânico, perto de Gaza, foi morto em um ataque por militantes árabes.